# Grupa Armijna Hoth
Grupa Armijna Hoth – niemieckie zgrupowanie armijne, z okresu II wojny światowej.
Grupa Armijna Hotha powstała z dawnej 4 Armii Pancernej. W jej skład weszła: 16 Dywizja Zmotoryzowana, Dywizja Zmotoryzowana SS „Wiking, 4 Armia (rumuńska), grupy bojowe: Birkenbila, Pruskowskyego i Pannwitza, 15 Dywizja, LVII  Korpus Pancerny, grupa Adama z 384 Dywizją Piechoty, XXXXVIII Korpus Pancerny i grupa Stumpfelda. W składzie Grupy Armii Don uczestniczyła w nieudanej próbie odblokowania niemieckich wojsk w Stalingradzie, głównie 6 Armii. 
Grupa Armijna dowodzona przez gen. Hotha działania bojowe rozpoczęła z rejonu Kotielnikowa i przełamała obronę radzieckiej 51 Armii, dążąc do odblokowania Stalingradu. Po ciężkich walkach działania ofensywne oddziałów Hotha zostały powstrzymane przez 2 Gwardyjską Armię około 40 km od niemieckich pozycji w Stalingradzie. Duże straty poniósł LVII  Korpus Pancerny. Z powodu braku odwodów Stalingrad nie został odblokowany.

## Dowódcy grupy armijnej
gen. Hermann Hoth

## Struktura organizacyjna
Skład w styczniu 1943 roku:
- LVII Korpus Pancerny
- 4 Armia (rumuńska)